# Deacon Blue/Diskografie
Diese Diskografie ist eine Übersicht über die musikalischen Werke der britischen Pop- und Rockband Deacon Blue. Den Schallplattenauszeichnungen zufolge hat sie bisher mehr als 3,2 Millionen Tonträger verkauft. Ihre erfolgreichste Veröffentlichung ist das Album When the World Knows Your Name mit je 700.000 verkauften Einheiten.

## Alben

### Studioalben
| Jahr | Titel                          | Höchstplatzierung, Gesamtwochen, AuszeichnungChartplatzierungen (Jahr, Titel, Platzierungen, Wochen, Auszeichnungen, Anmerkungen) | Höchstplatzierung, Gesamtwochen, AuszeichnungChartplatzierungen (Jahr, Titel, Platzierungen, Wochen, Auszeichnungen, Anmerkungen) | Anmerkungen |
| Jahr | Titel                          | DE | UK | Anmerkungen |
| ---- | ------------------------------ | --- | --- | --- |
| 1987 | Raintown                       | — | UK14 Platin · (77 Wo.)UK | Erstveröffentlichung: 1. Mai 1987 Produzent: Jon Kelly                                                                                        |
| 1989 | When the World Knows Your Name | DE56 (2 Wo.)DE | UK1 ×2Doppelplatin · (54 Wo.)UK                                                                                                   | Erstveröffentlichung: April 1989 Produzenten: Warne Livesey, David Kahne, Deacon Blue                                                         |
| 1991 | Fellow Hoodlums                | — | UK2 Platin · (27 Wo.)UK | Erstveröffentlichung: 9. Februar 1991 Produzent: Jon Kelly                                                                                    |
| 1993 | Whatever You Say, Say Nothing  | DE91 (4 Wo.)DE | UK4 Gold · (10 Wo.)UK | Erstveröffentlichung: 1. März 1993 Produzenten: Paul Oakenfold, Steve Osborne                                                                 |
| 1999 | Walking Back Home              | — | UK39 (2 Wo.)UK | Erstveröffentlichung: 11. Oktober 1999 inkl. acht neue und neun alte Tracks Produzenten: Deacon Blue, Jon Kelly, Steve Osborne, Warne Livesey |
| 2001 | Homesick                       | — | UK59 (1 Wo.)UK | Erstveröffentlichung: 30. April 2001 Produzenten: Kenny MacDonald, Ricky Ross                                                                 |
| 2012 | The Hipsters                   | — | UK19 (4 Wo.)UK | Erstveröffentlichung: 24. September 2012 Produzent: Paul Savage                                                                               |
| 2014 | A New House                    | — | UK17 (2 Wo.)UK | Erstveröffentlichung: 8. September 2014 Produzent: Paul Savage                                                                                |
| 2016 | Believers                      | — | UK13 (2 Wo.)UK | Erstveröffentlichung: 30. September 2016 Produzent: Paul Savage                                                                               |
| 2020 | City of Love                   | — | UK4 (2 Wo.)UK | Erstveröffentlichung: 6. März 2020 Produzenten: Ricky Ross, Gregor Philip                                                                     |
| 2021 | Riding on the Tide of Love     | — | UK23 (1 Wo.)UK | Erstveröffentlichung: 5. Februar 2021 Produzenten: Ricky Ross, Gregor Philip                                                                  |
| 2024 | Peace Will Come                | — | — | Erstveröffentlichung: 20. April 2024 Record Store Day 2024 (alle Songs Akustik Versionen) Produzenten: Deacon Blue                            |
| 2025 | The Great Western Road         | — | UK3 (… Wo.)UK | Erstveröffentlichung: 21. März 2025 |

### Livealben
- 1989: In Concert – 464 (Aufnahme: Hammersmith Odeon)
- 2006: Deacon Blue Live: Recorded Live in Glasgow: News of the World
- 2007: Live ’07 (2 CDs; Aufnahme: Hammersmith Apollo am 25. September 2007)
- 2008: Live (CD + DVD)

### Kompilationen
| Jahr | Titel                             | Höchstplatzierung, Gesamtwochen, AuszeichnungChartplatzierungen (Jahr, Titel, Platzierungen, Wochen, Auszeichnungen, Anmerkungen) | Höchstplatzierung, Gesamtwochen, AuszeichnungChartplatzierungen (Jahr, Titel, Platzierungen, Wochen, Auszeichnungen, Anmerkungen) | Anmerkungen                                                                                 |
| Jahr | Titel                             | DE | UK | Anmerkungen                                                                                 |
| ---- | --------------------------------- | --- | --- | ------------------------------------------------------------------------------------------- |
| 1990 | Ooh Las Vegas                     | — | UK3 Gold · (8 Wo.)UK | Erstveröffentlichung: 22. September 1990 B-Seiten, Filmmusiken und unveröffentlichte Tracks |
| 1994 | Our Town: Greatest Hits           | — | UK1 ×2Doppelplatin · (52 Wo.)UK                                                                                                   | Erstveröffentlichung: 4. April 1994                                                         |
| 2006 | Singles                           | — | UK18 Silber · (4 Wo.)UK | Erstveröffentlichung: 16. Oktober 2006                                                      |
| 2023 | All the Old 45s: The Very Best Of | — | UK42 (1 Wo.)UK | Erstveröffentlichung: 1. September 2023                                                     |

Weitere Kompilationen
- 1988: Riches
- 1997: Riches & More
- 2001: The Very Best of Deacon Blue (2 CDs, UK: Silber)
- 2009: Dignity: The Best of Deacon Blue (2 CDs, UK: Silber)
- 2012: The Rest (CD/DVD)

### EPs
| Jahr | Titel                          | Höchstplatzierung, Gesamtwochen, AuszeichnungChartplatzierungen (Jahr, Titel, Platzierungen, Wochen, Auszeichnungen, Anmerkungen) | Höchstplatzierung, Gesamtwochen, AuszeichnungChartplatzierungen (Jahr, Titel, Platzierungen, Wochen, Auszeichnungen, Anmerkungen) | Anmerkungen                                                                                               |
| Jahr | Titel                          | DE | UK | Anmerkungen                                                                                               |
| ---- | ------------------------------ | --- | --- | --- |
| 1990 | Four Bacharach and David Songs | — | UK2 (9 Wo.)UK | Erstveröffentlichung: August 1990 Autoren: Burt Bacharach, Hal David Produzent: Jon Kelly                 |
| 1993 | Hang Your Head                 | — | UK21 (3 Wo.)UK | Erstveröffentlichung: Juli 1993 Autor: Ricky Ross Produzenten: Deacon Blue, Steve Osborne, Paul Oakenfold |

Weitere EPs
- 2001: Acoustic Tracks

## Singles
| Jahr | Titel Album                                                | Höchstplatzierung, Gesamtwochen, AuszeichnungChartplatzierungen (Jahr, Titel, Album, Platzierungen, Wochen, Auszeichnungen, Anmerkungen) | Höchstplatzierung, Gesamtwochen, AuszeichnungChartplatzierungen (Jahr, Titel, Album, Platzierungen, Wochen, Auszeichnungen, Anmerkungen) | Anmerkungen                                                                        |
| Jahr | Titel Album                                                | DE | UK | Anmerkungen                                                                        |
| ---- | ---------------------------------------------------------- | --- | --- | ---------------------------------------------------------------------------------- |
| 1987 | When Will You (Make My Telephone Ring) Raintown            | — | UK86 (2 Wo.)UK | Erstveröffentlichung: August 1987 Autor: Ricky Ross; B-Seite: Church               |
| 1988 | Dignity (Reissue) Raintown                                 | — | UK20 Platin · (12 Wo.)UK | Erstveröffentlichung: Januar 1988 Autor: Ricky Ross; B-Seite: Suffering            |
| 1988 | When Will You (Make My Telephone Ring) (Reissue) Raintown  | — | UK34 (7 Wo.)UK | Erstveröffentlichung: März 1988 B-Seite: That Brilliant Feeling #1                 |
| 1988 | Chocolate Girl Raintown                                    | — | UK43 (7 Wo.)UK | Erstveröffentlichung: Juli 1988 Autor: Ricky Ross                                  |
| 1988 | Real Gone Kid When the World Knows Your Name               | — | UK8 Gold · (13 Wo.)UK | Erstveröffentlichung: Oktober 1988 Autor: Ricky Ross                               |
| 1989 | Wages Day When the World Knows Your Name                   | — | UK18 (6 Wo.)UK | Erstveröffentlichung: Februar 1989 Autor: Ricky Ross                               |
| 1989 | Fergus Sings the Blues When the World Knows Your Name      | DE71 (7 Wo.)DE | UK14 (7 Wo.)UK | Erstveröffentlichung: 8. Mai 1989 Autoren: James Prime, Ricky Ross                 |
| 1989 | Love and Regret When the World Knows Your Name             | — | UK28 (5 Wo.)UK | Erstveröffentlichung: September 1989 Mundharmonika: Mark Feltham Autor: Ricky Ross |
| 1989 | Queen of the New Year When the World Knows Your Name       | — | UK21 (5 Wo.)UK | Erstveröffentlichung: Dezember 1989 Autoren: James Prime, Ricky Ross               |
| 1991 | Your Swaying Arms Fellow Hoodlums                          | — | UK23 (4 Wo.)UK | Erstveröffentlichung: Mai 1991 Autor: Ricky Ross                                   |
| 1991 | Twist and Shout Fellow Hoodlums                            | — | UK10 (9 Wo.)UK | Erstveröffentlichung: Juli 1991 Autor: Ricky Ross                                  |
| 1991 | Closing Time Fellow Hoodlums                               | — | UK42 (3 Wo.)UK | Erstveröffentlichung: September 1991 Autor: Ricky Ross                             |
| 1991 | Cover from the Sky Fellow Hoodlums                         | — | UK31 (4 Wo.)UK | Erstveröffentlichung: Dezember 1991 Autor: Ricky Ross                              |
| 1992 | Your Town Whatever You Say, Say Nothing                    | — | UK14 (8 Wo.)UK | Erstveröffentlichung: 16. November 1992 Autor: Ricky Ross                          |
| 1993 | Will We Be Lovers Whatever You Say, Say Nothing            | — | UK31 (4 Wo.)UK | Erstveröffentlichung: Februar 1993 Autoren: Steve Osborne, Ricky Ross              |
| 1993 | Only Tender Love Whatever You Say, Say Nothing             | — | UK22 (4 Wo.)UK | Erstveröffentlichung: April 1993 Autor: Ricky Ross                                 |
| 1994 | I Was Right and You Were Wrong Our Town: The Greatest Hits | — | UK32 (5 Wo.)UK | Erstveröffentlichung: März 1994 Autor: Ricky Ross                                  |
| 2001 | Everytime You Sleep Homesick                               | — | UK64 (1 Wo.)UK | Erstveröffentlichung: April 2001 Autor: Ricky Ross                                 |

Weitere Singles
| - 1987: Dignity / Riches - 1987: Loaded - 1991: A Brighter Star Than You Will Shine - 1991: Your Swaying Arms - 1999: Jesus Do Your Hands Still Feel the Rain - 1999: Love Hurts - 2001: A Is for Astronaut - 2006: Bigger Than Dynamite - 2012: The Hipsters - 2012: The Outsiders - 2013: That’s What We Can Do - 2013: Turn | - 2013: You’ll Know It’s Christmas - 2014: A New House - 2014: Win - 2014: Bethlehem Begins - 2016: This Is a Love Song - 2017: Gone - 2017: I Will And I Won`t - 2019: City Of Love - 2020: Wonderful - 2020: Hit Me When It Hurts - 2020: Riding On The Tide Of Love |

## Videoalben
| Jahr | Titel                           | Höchstplatzierung, Gesamtwochen, AuszeichnungChartplatzierungen (Jahr, Titel, Platzierungen, Wochen, Auszeichnungen, Anmerkungen) | Höchstplatzierung, Gesamtwochen, AuszeichnungChartplatzierungen (Jahr, Titel, Platzierungen, Wochen, Auszeichnungen, Anmerkungen) | Anmerkungen                            |
| Jahr | Titel                           | DE | UK | Anmerkungen                            |
| ---- | ------------------------------- | --- | --- | -------------------------------------- |
| 2006 | Bigger Picture                  | — | UK7 (2 Wo.)UK | Erstveröffentlichung: 2006             |
| 2008 | Deacon Blue Live                | — | UK20 (1 Wo.)UK | Erstveröffentlichung: 2008             |
| 2017 | Live At The Glasgow Barrowlands | — | UK2 (20 Wo.)UK | Erstveröffentlichung: 2017 2CD/DVD Box |

Weitere Videoalben
- 1990: The Big Picture Live

## Statistik

### Chartauswertung
|                     | DE    | UK     |
| ------------------- | ----- | ------ |
| Nummer-eins-Alben   | DE—DE | UK2UK  |
| Top-10-Alben        | DE—DE | UK7UK  |
| Alben in den Charts | DE6DE | UK13UK |

|                       | DE    | UK     |
| --------------------- | ----- | ------ |
| Nummer-eins-Singles   | DE—DE | UK—UK  |
| Top-10-Singles        | DE—DE | UK3UK  |
| Singles in den Charts | DE1DE | UK20UK |

|                          | DE    | UK    |
| ------------------------ | ----- | ----- |
| Nummer-eins-Videoalben   | DE—DE | UK—UK |
| Top-10-Videoalben        | DE—DE | UK2UK |
| Videoalben in den Charts | DE—DE | UK3UK |

### Auszeichnungen für Musikverkäufe
| Platin-Schallplatte - Spanien - 1989: für das Album When the World Knows Your Name |

Anmerkung: Auszeichnungen in Ländern aus den Charttabellen bzw. Chartboxen sind in ebendiesen zu finden.
| Land/RegionAuszeichnungen für Musikverkäufe (Land/Region, Auszeichnungen, Verkäufe, Quellen) | Silber     | Gold     | Platin     | Verkäufe  | Quellen       |
| -------------------------------------------------------------------------------------------- | ---------- | -------- | ---------- | --------- | ------------- |
| Spanien (Promusicae)                                                                         | —          | —        | Platin1    | 100.000   | mediafire.com |
| Vereinigtes Königreich (BPI)                                                                 | 3× Silber3 | 3× Gold3 | 7× Platin7 | 3.180.000 | bpi.co.uk     |
| Insgesamt                                                                                    | 3× Silber3 | 3× Gold3 | 8× Platin8 |           |               |